# Майпуе
Майпуé (ісп. Río Maipué) — водотік у Чилі. Розташований на півдні країни, у провінції Осорно X Регіону Лос-Лагос, за 900 км від столиці Сантьяго. Після гирла річки Лопес змінює назву на Ріо-Негро.
Території біля русла Майпуе є слабозаселеними (24 особи/км²) та вкриті саванними лісами. Річка тече в Центральній долині Чилі. Клімат морський. Середня річна кількість опадів, якими живиться водотік, становить 1930 мм.
У Майпуе впадає кілька потоків, які починаються в Чилійському прибережному хребті.